# Ратнер, Лев Моисеевич
Лев Моисеевич Ратнер (19 [31] августа 1886, Смоленск — 25 февраля 1953, Свердловск) — русский и советский хирург и онколог. Доктор медицинских наук (1947), подполковник медицинской службы.

## Биография
Родился в семье земского врача Смоленской губернии и потомственного почётного гражданина Моисея Гиршевича Ратнера; мать — Мария Львовна Шмер. Сестра — член партии эсеров Евгения Моисеевна Ратнер.
В 1910 году окончил медицинский факультет Московского университета. Принимал участие в Первой мировой войне и в Гражданской войне.
С 1920 года работал в Екатеринбурге. был заведующим хирургическим отделением городской больницы, одновременно заведовал кафедрой в Уральском государственном университете. В 1930—1951 годах — организатор и научный руководитель онкологической клиники физинститута, в 1932—1937 годах — директор Уральского филиала центрального института переливания крови.
В годы Великой Отечественной войны был хирургом-консультантом санитарного отдела Уральского военного округа. Награжден орденом Красной Звезды (03.03.1942),. Также был консультантом при свердловских эвакуационных госпиталях.
Был освобожден от заведования кафедрой факультетской хирургии Свердловского государственной медицинского института после того, как выступил с критическим замечанием в качестве оппонента на защите диссертации, в которой «страшно критиковались все учения вейсманизма-морганизма». Дело происходило во время антисемитских настроений, поощряемых правительством.
Является основателем уральской научной школы онкологов. Автор более 100 публикаций по вопросам онкологии, переливания крови, полостной и сосудистой хирургии.
Продолжатель врачебной династии. Отец Георгия Львовича Ратнера — основателя самарской школы сосудистой хирургии.
Скончался 25 февраля 1953 года. Похоронен на Широкореченском кладбище.